# Variable (matemática)
En matemáticas y en lógica, una variable es un símbolo constituyente de un predicado, fórmula, algoritmo o de una proposición. El término «variable» se utiliza aun fuera del ámbito matemático para designar una cantidad susceptible de tomar distintos valores numéricos dentro de un conjunto de números especificado.
Por el contrario, una constante es un valor que no cambia (aunque puede no ser conocido, o indeterminado). En este contexto, debe diferenciarse de una constante matemática, que es una magnitud numérica específica, independientemente de la naturaleza del problema dado.

## Formalización

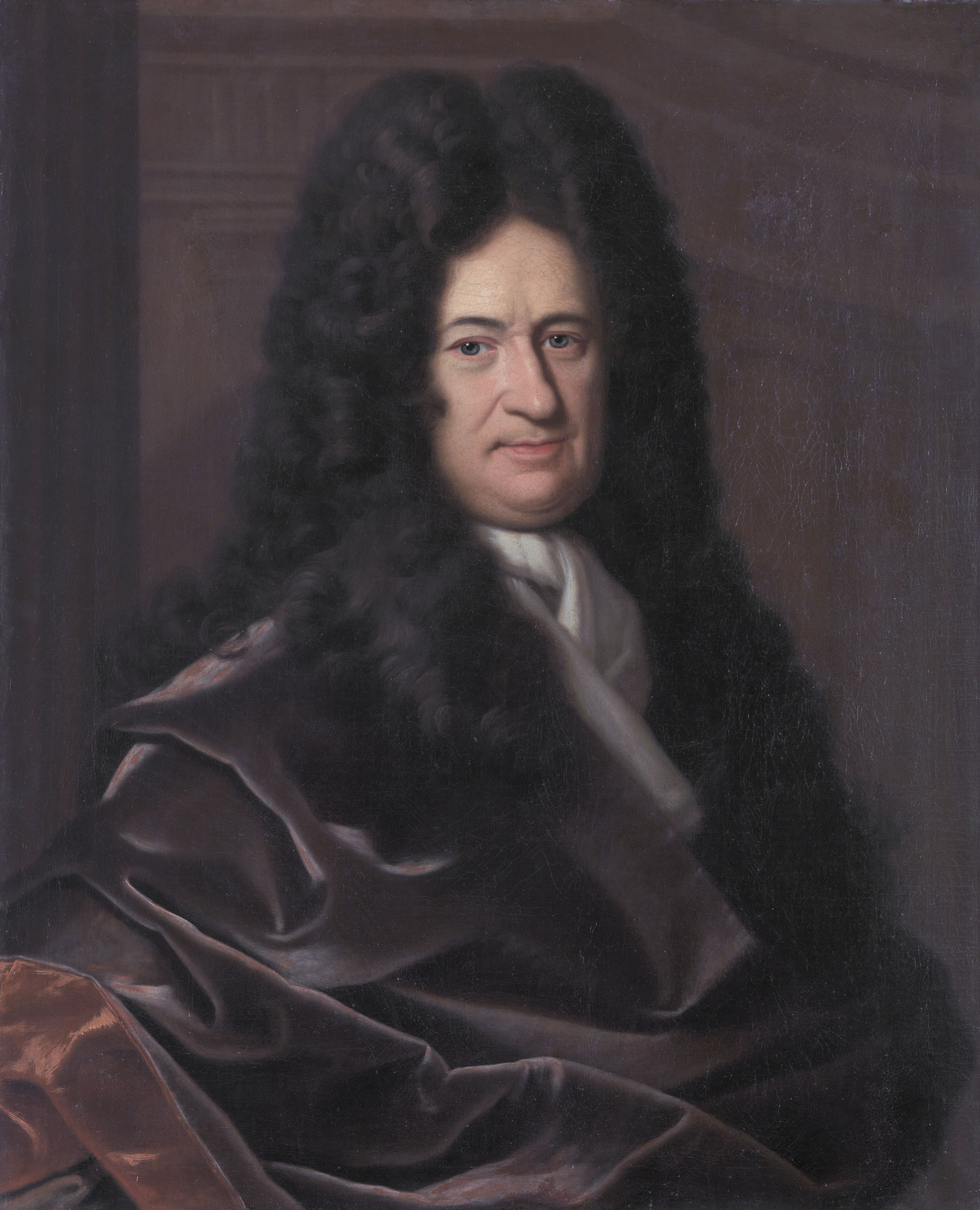
Gottfried Leibniz.

### Desarrollo histórico
La noción intuitiva de «variable» o «valor indefinido», se confunde con la de «incógnita» o «indeterminada», en un sentido enteramente algebraico; su origen y desarrollo se sitúa en los trabajos de Arithmetica de Diofanto y al-Kitāb al-mukhtaṣar fī ḥisāb al-ŷabr wa-l-muqābala de Al-Juarismi. La rama de las matemáticas que profundiza el estudio de la solución de ecuaciones, dentro del álgebra abstracta es la teoría de ecuaciones. 
En obras antiguas como Los Elementos de Euclides, las letras simples se refieren a puntos y formas geométricas. En el siglo VII, Brahmagupta utilizó diferentes colores para representar las incógnitas en ecuaciones algebraicas en el Brāhmasphuṭasiddhānta. Una sección de este libro se titula "Ecuaciones de varios colores".
A finales del siglo XVI, François Viète introdujo la idea de representar números conocidos y desconocidos mediante letras, hoy llamadas variables, y la de computar con ellas como si fueran números, para obtener el resultado mediante una simple sustitución. La convención de Viète consistía en utilizar consonantes para los valores conocidos y vocales para los desconocidos.
En 1637, René Descartes "inventó la convención de representar las incógnitas en las ecuaciones por x, y y z, y las conocidas por a, b y c". Contrariamente a la convención de Viète, la de Descartes sigue siendo de uso común. La historia de la letra x en matemáticas se trató en un artículo de Scientific American de 1887.
A partir de la década de 1660, Isaac Newton y Gottfried Wilhelm Leibniz desarrollaron independientemente el cálculo infinitesimal, que consiste esencialmente en estudiar cómo una variación infinitesimal de una cantidad variable induce una variación correspondiente de otra cantidad que es una función de la primera variable. Casi un siglo más tarde, Leonhard Euler fijó la terminología del cálculo infinitesimal, e introdujo la notación y = f(x) para una función f, su variable x y su valor y. Hasta finales del siglo XIX, la palabra variable se refería casi exclusivamente al argumentos y al valores de las funciones.
La «variable moderna», dentro del ámbito matemático, es un término que fue acuñado por Gottfried Leibniz (finales del siglo XVII), en relación con sus trabajos en cálculo diferencial. La notación « f(x)» fue introducida por Leonhard Euler en su obra Commentarii de San petersburgo en 1736.

### Variables independientes y variables dependientes
En cálculo, álgebra y geometría analítica, suele hacerse la distinción entre variables independientes y variables dependientes. En una expresión matemática, por ejemplo una función {\displaystyle y=f(x)}, el símbolo "x" representa a la variable independiente, y el símbolo "y" representa a la variable dependiente.
Se define variable independiente como un símbolo "x" que toma diversos valores numéricos (argumentos), dentro de un conjunto de números específicos y que modifica el resultado o valor de la variable dependiente.

### Polinomios y ecuaciones
En una igualdad del tipo f(x)=g(x), la incógnita x es una variable matemática y f(x) y g(x) son funciones matemáticas, en el sentido que asocian a un valor, por ejemplo 1, los números notados f(1) y g(1). 
Si se consideran los polinomios como funciones, es posible escribir toda ecuación bajo esa forma, a condición de que la incógnita x pertenezca a un conjunto arbitrario (números, vectores, funciones, etc) y las funciones f y g estén bien definidas, de manera general.

## Convenciones
En notación matemática existen numerosos símbolos utilizados convencionalmente para representar las variables más conocidas y utilizadas. A continuación se presentan los más comunes; muchos de ellos poseen otros usos aceptados, y pueden de hecho representar una constante o una función específica.
- ai para denotar el término de una sucesión.
- a, b, c y d (a veces extendido a e y f) denotan generalmente constantes matemáticas. 
  - Los coeficientes en una ecuación, por ejemplo la expresión general de un polinomio o una ecuación diofántica también suelen escribirse a, b, c, d, e y f.
- f y g (también h) denotan comúnmente funciones.
- i, j, y k (también l y h) se utilizan para sub-indexar.
- l y w suelen utilizarse para designar el largo y ancho de una figura geométrica.
- m y n suelen denotar números enteros y suelen utilizarse para designar nociones similares en un contexto matemático, como un par de rectas paralelas. 
  - n comúnmente denota una cuenta de objetos, o en estadística, el número de observaciones.
- p, q, y r suelen desempeñar roles paralelos en un contexto matemático.

## Tipos específicos de variables
Es común que las variables desempeñen diferentes roles en la misma fórmula matemática y se han introducido nombres o calificadores para distinguirlas. Por ejemplo, la ecuación cúbica general
{\displaystyle ax^{3}+bx^{2}+cx+d=0,}
se interpreta como que tiene cinco variables: cuatro, a, b, c, d, que se toman como números dados y la quinta variable, x, se entiende como un número desconocido. Para distinguirlos, la variable x se llama una incógnita, y las otras variables se llaman parámetros o coeficientes, o a veces constantes, aunque esta última terminología es incorrecta para una ecuación, y debe reservarse para la función definida por el lado izquierdo de esta ecuación.
En el contexto de las funciones, el término "variable" se refiere comúnmente a los argumentos de las funciones. Este suele ser el caso en oraciones como "función de una variable real", "x es la variable de la función f: x ↦ f(x)", "f es una función de la variable x" (lo que significa que el argumento de la función es referido por la variable x).
En el mismo contexto, las variables que son independientes de x definen funciones constantes y por lo tanto se llaman constante. Por ejemplo, una constante de integración es una función constante arbitraria que se suma a una antiderivada particular para obtener las otras antiderivadas. Debido a la fuerte relación entre los polinomios y las funciones polinómicas, el término "constante" se usa a menudo para denotar los coeficientes de un polinomio, que son funciones constantes de los indeterminados.
Este uso de "constante" como abreviatura de "función constante" debe distinguirse del significado normal de la palabra en matemáticas. Una constante, o constante matemática es un número bien definido y sin ambigüedades u otro objeto matemático, como, por ejemplo, los números 0, 1, π y el elemento de identidad de un grupo. Dado que una variable puede representar cualquier objeto matemático, una letra que representa una constante a menudo se denomina variable. Este es, en particular, el caso de e y pi, incluso cuando representan el número de Euler y 3.14159...
Otros nombres específicos para las variables son:
- Una desconocida es una variable en una ecuación que debe resolverse.
- Un indeterminado es un símbolo, comúnmente llamado variable, que aparece en un polinomio o una serie formal de potencias. Hablando formalmente, un indeterminado no es una variable, sino una constante en el anillo polinómico o el anillo de las series formales de potencia. Sin embargo, debido a la fuerte relación entre polinomios o series de potencias y las funciones que definen, muchos autores consideran las variables indeterminadas como un tipo especial de variables.
- Un parámetro es una cantidad (generalmente un número) que es parte de la entrada de un problema y permanece constante durante toda la solución de este problema. Por ejemplo, en mecánica la masa y el tamaño de un cuerpo sólido son parámetros para el estudio de su movimiento. En informática, parámetro tiene un significado diferente y denota un argumento de una función.
- Variables libres y variables ligadas
- Una variable aleatoria es un tipo de variable que se utiliza en la teoría de la probabilidad y sus aplicaciones.

Todas estas denominaciones de variables son de naturaleza semántica, y la forma de calcular con ellas (sintaxis) es la misma para todas.

### Variables dependientes e independientes
En cálculo y su aplicación a la física y otras ciencias, es bastante común considerar una variable, digamos y, cuyos valores posibles dependen del valor de otra variable, digamos x. En términos matemáticos, la variable dependiente y representa el valor de una función de x. Para simplificar las fórmulas, a menudo es útil usar el mismo símbolo para la variable dependiente y y el mapeo de funciones x en y. Por ejemplo, el estado de un sistema físico depende de cantidades medibles como la presión, la temperatura, la posición espacial, ..., y todas estas cantidades varían cuando el sistema evoluciona, es decir, son función del tiempo. En las fórmulas que describen el sistema, estas cantidades están representadas por variables que dependen del tiempo y, por lo tanto, se consideran implícitamente funciones del tiempo.
Por lo tanto, en una fórmula, una variable dependiente es una variable que es implícitamente una función de otra (o varias otras) variables. Una variable independiente es una variable que no es dependiente.
La propiedad de una variable de ser dependiente o independiente depende muchas veces del punto de vista y no es intrínseca. Por ejemplo, en la notación f(x, y, z), las tres variables pueden ser todas independientes y la notación representa una función de tres variables. Por otro lado, si y y z dependen de x (son variables dependientes), entonces la notación representa una función de la única variable independiente x.

### Ejemplos
Si uno define una función f desde los números reales a los números reales por
{\displaystyle f(x)=x^{2}+\sin(x+4)}
entonces x es una variable que representa el argumento de la función que se está definiendo, que puede ser cualquier número real.
en la identidad
{\displaystyle \sum _{i=1}^{n}i={\frac {n^{2}+n}{2}}}
la variable i es una variable sumatoria que designa a su vez a cada uno de los enteros 1, 2, ..., n (también se le llama índice porque su variación es sobre un conjunto discreto de valores) mientras que n es un parámetro (no varía dentro de la fórmula).
En la teoría de los polinomios, un polinomio de grado 2 generalmente se denota como ax2 + bx + c, donde a, b y c se denominan coeficientes (se supone que son fijos, es decir, parámetros del problema considerado) mientras que x se denomina variable. Al estudiar este polinomio por su función polinómica, esta x representa el argumento de la función. Al estudiar el polinomio como un objeto en sí mismo, "x" se toma como un indeterminado y, a menudo, se escribe con una letra mayúscula para indicar este estado.

#### Ejemplo: la ley de los gases ideales
Considere la ecuación que describe la ley de los gases ideales,
{\displaystyle PV=Nk_{B}T.}
En general, se interpretaría que esta ecuación tiene cuatro variables y una constante. La constante es{\displaystyle k_{B}}, la constante de Boltzmann. Una de las variables, {\displaystyle N}, el número de partículas, es un número entero positivo (y por lo tanto una variable discreta), mientras que los otros tres, {\displaystyle P,V} y {\displaystyle T}, para presión, volumen y temperatura, son variables continuas.
Se podría reorganizar esta ecuación para obtener {\displaystyle P} como una función de las otras variables,
{\displaystyle P(V,N,T)={\frac {Nk_{B}T}{V}}.}
Entonces {\displaystyle P}, en función de las otras variables, es la variable dependiente, mientras que sus argumentos, {\displaystyle V,N} y {\displaystyle T}, son variables independientes. Uno podría abordar esta función de manera más formal y pensar en su dominio y rango: en notación de función, aquí {\displaystyle P} es una función {\displaystyle P:\mathbb {R} _{>0}\times \mathbb {N} \times \mathbb {R} _{>0}\rightarrow \mathbb {R} }.
Sin embargo, en un experimento, para determinar la dependencia de la presión en una sola de las variables independientes, es necesario fijar todas menos una de las variables, digamos {\displaystyle T}. Esto da una función
{\displaystyle P(T)={\frac {Nk_{B}T}{V}},}
donde ahora {\displaystyle N} y {\displaystyle V} también se consideran constantes. Matemáticamente, esto constituye una aplicación parcial de la función anterior {\displaystyle P}. 
Esto ilustra cómo las variables y constantes independientes dependen en gran medida del punto de vista adoptado. Incluso se podría considerar {\displaystyle k_{B}} como una variable para obtener una función 
{\displaystyle P(V,N,T,k_{B})={\frac {Nk_{B}T}{V}}.}